# Karwendel
Karwendel (také Karvendl, historicky Garwendel a Gerwentil) je vápencové pohoří ležící svou větší částí v Rakousku ve spolkové zemi Tyrolsko a jen okrajově zasahuje do Německa (Bavorsko). Nejvyšším vrcholem je Birkkarspitze (2 749 m n. m.). Pohoří je tvořeno vápencem, který zde vymodeloval spoustu charakteristických útvarů, jako jsou věže, skalní brány, rozervané hřebeny a strmé stěny. Převyšuje údolí Innu o dva kilometry a budí tak dojem obrovské vápencové masy. Na jeho jižním okraji leží Innsbruck, hlavní město Tyrolska, kterému Karwendel tvoří působivou kulisu.

## Poloha
Na jihu tvoří hranici tok řeky Inn. Západ odděluje potok Drahnbach od pohoří Wetterstein. Severní hranicí je údolí řeky Isar ležící na německém území. Údolí Achental s klenotem Tyrolska, jezerem Achensee, ohraničuje masiv Karwendelu na východě.

## Geologie
V pohoří Karwendel jsou základními stavebními prvky vápenec a dolomit (dolomit zejména v Erlspitzgruppe). Hlavní hřeben je vytvořen ze silné vápencové lavice, která vytváří jeho mírné naklonění k jihu. Důsledkem geologického vrásnění jsou, na severní straně masivu, stěny až 1 000 metrů vysoké. Jižní strana pohoří je mírnější. Doliny modelované v době ledové masivními ledovci zde nejsou tak ostře vyřezány a nemají strmost severních stěn

## Členění

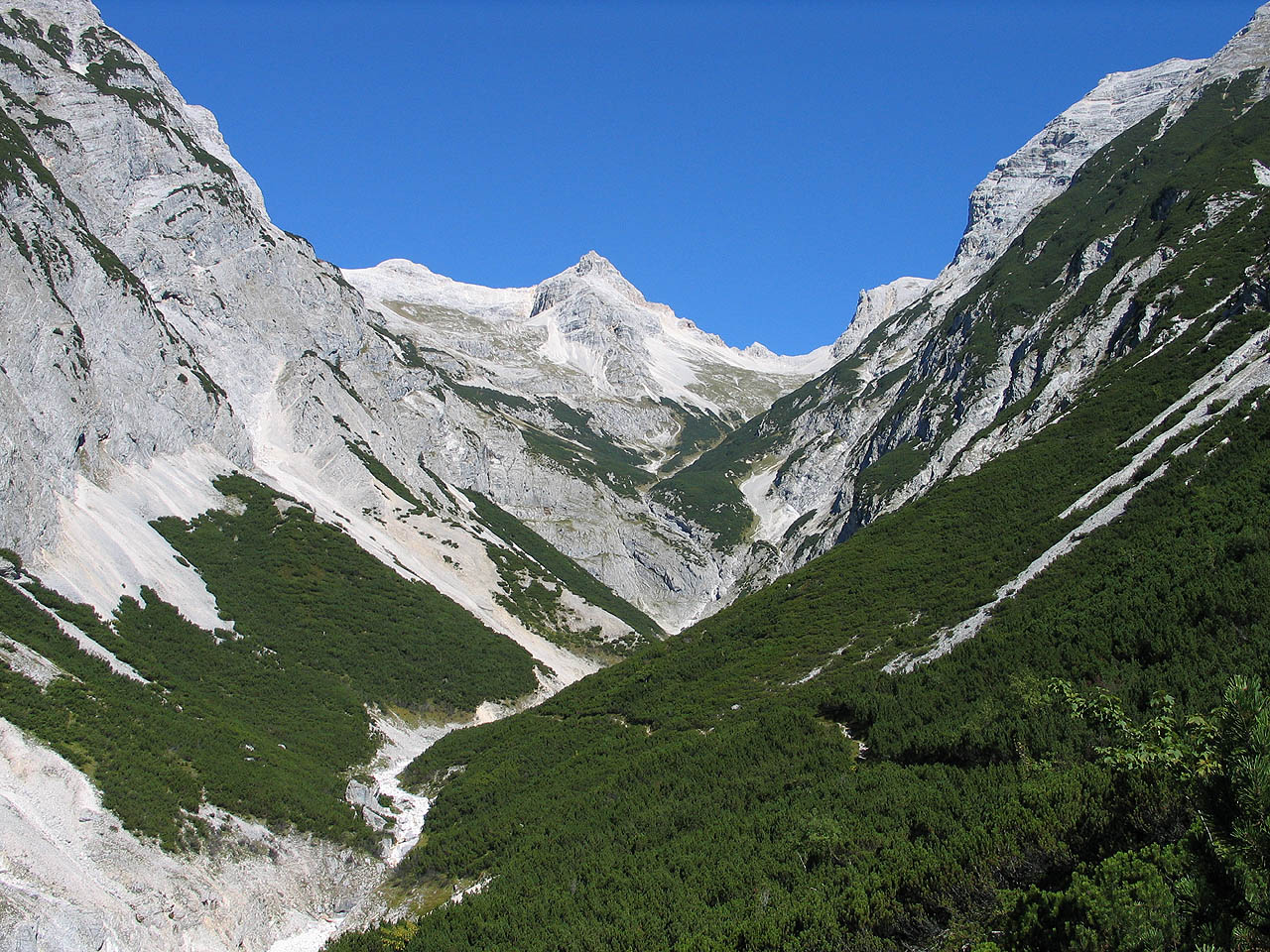
Birkkarspitze

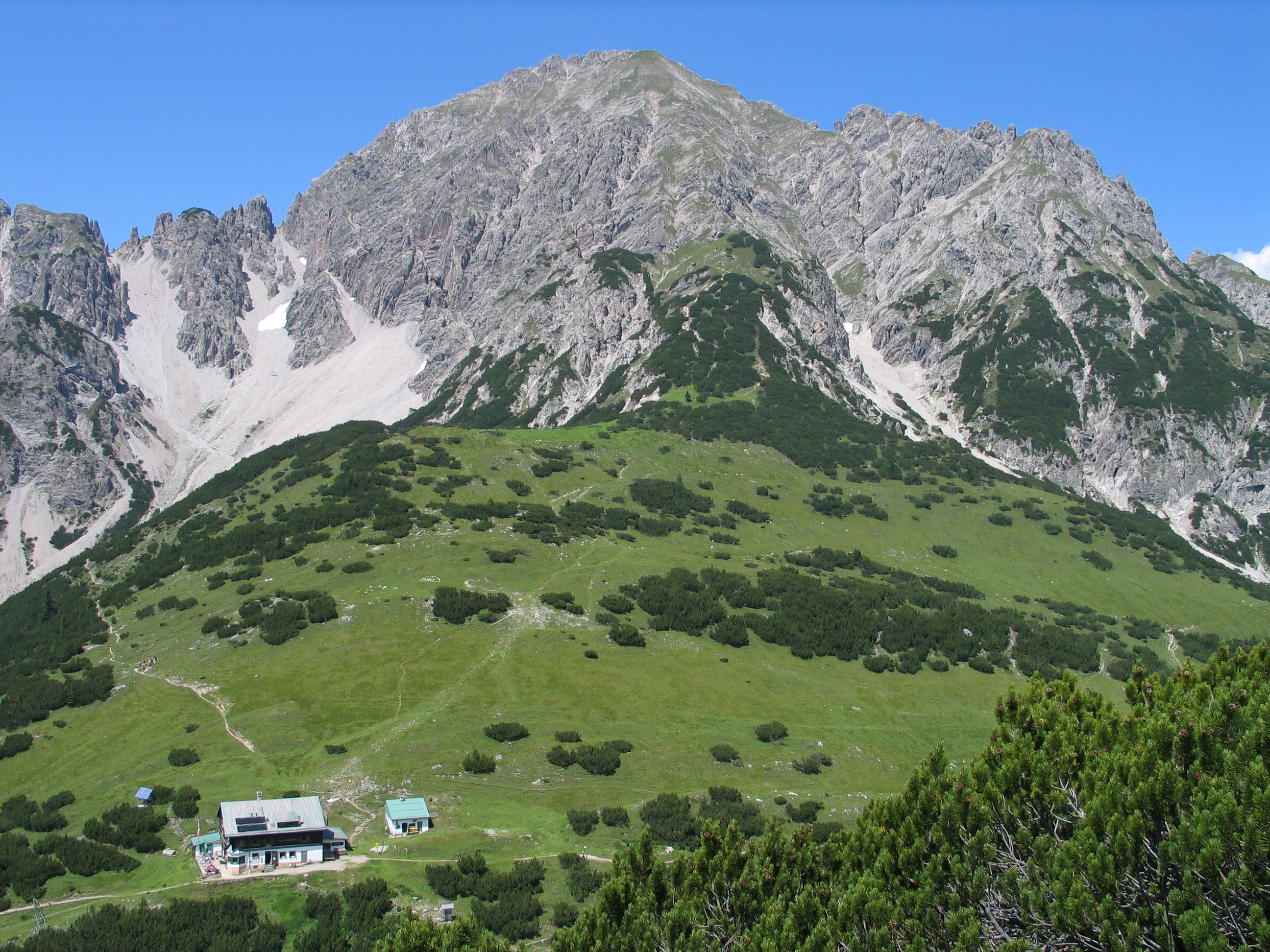
Solstein

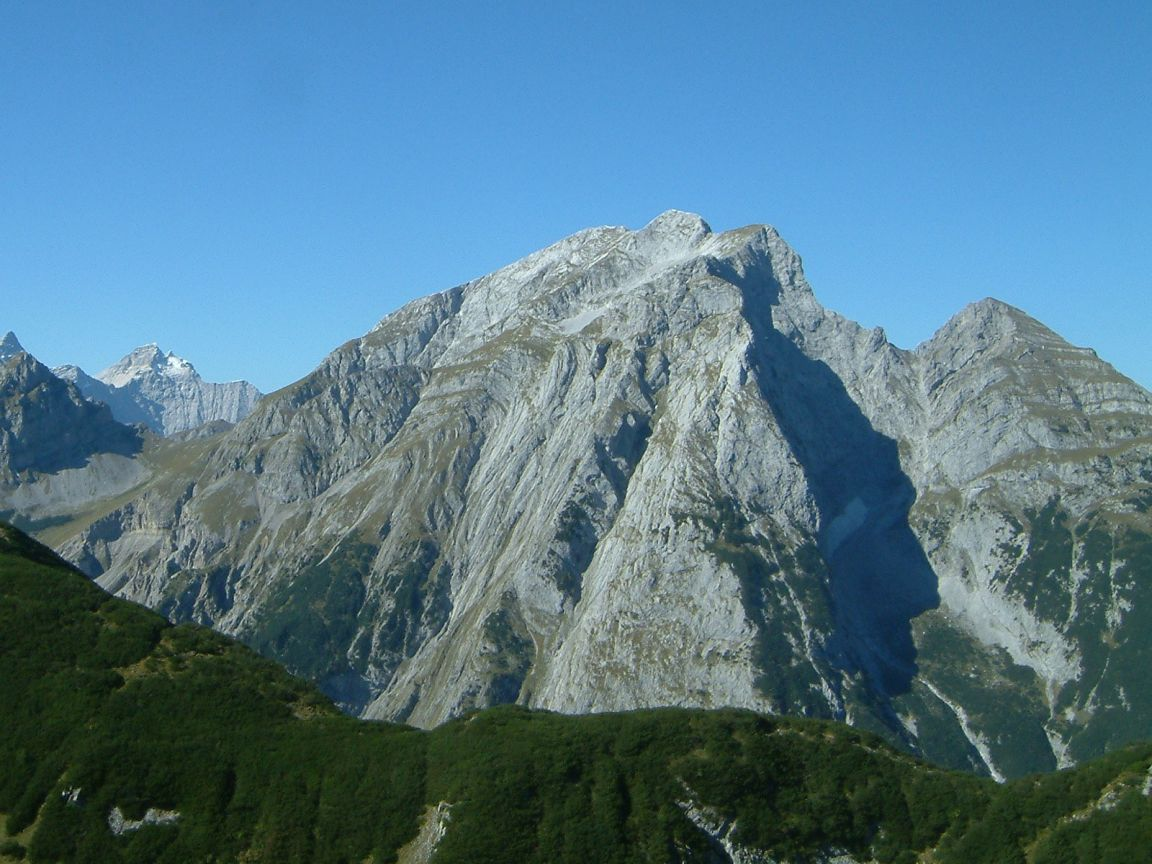
Gamsjoch

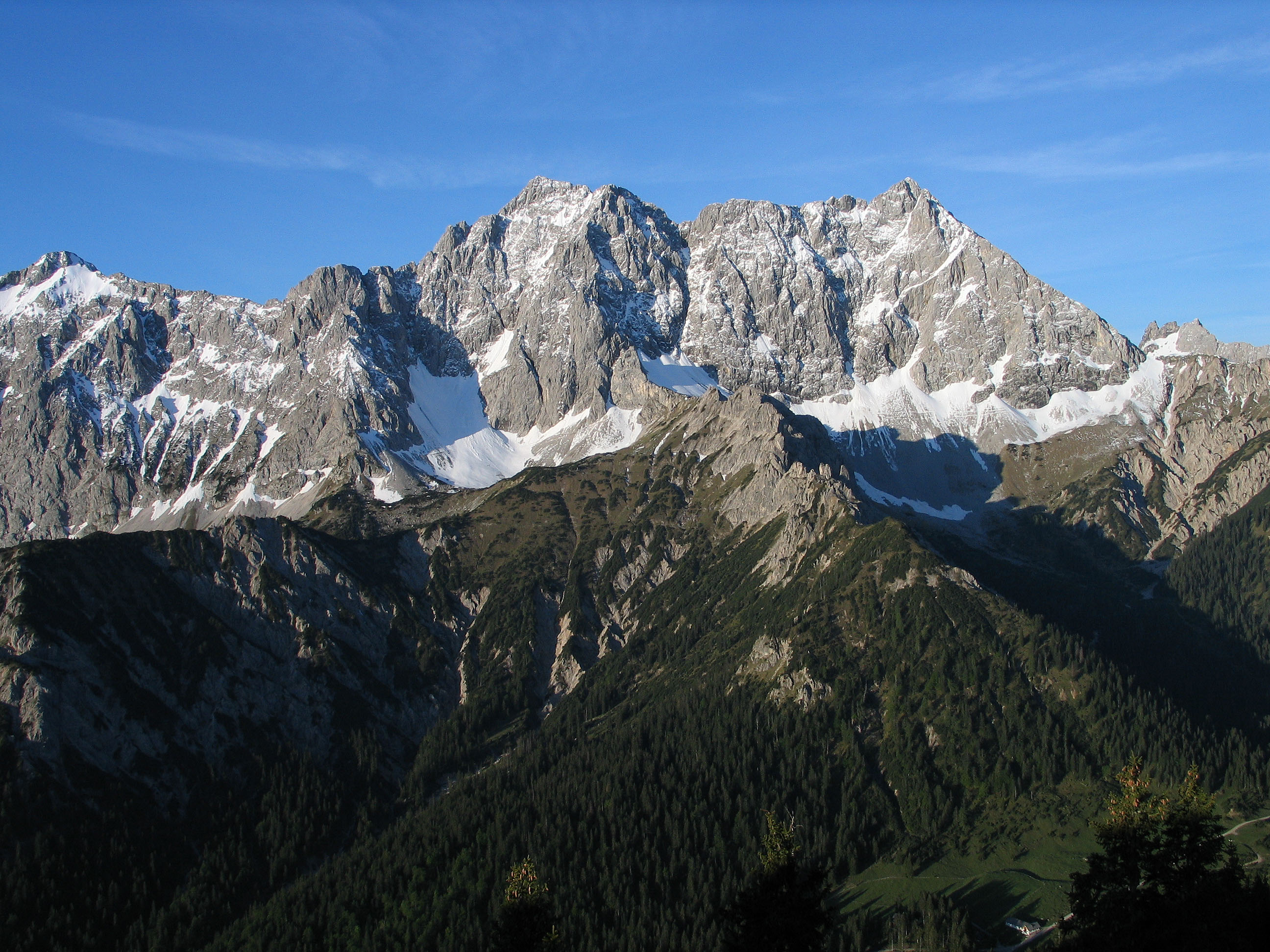
Hochkarspitze

Karwendel má složitou a nejednotnou stavbu. Dělí se podle jednotlivých hřebenů na mnoho skupin.
Na jihu je to hřeben Inntalkette (Hafelkarspitze, 2 634 m), který tvoří pozadí olympijskému Innsbrucku. Přímo středem pohoří se táhne ve směru západ – východ nejvyšší skupina pohoří Karwendelkette (Birkkarspitze, 2 749 m) na který severně navazuje Nörliche Karwendelkette (Östliche Karwendelspitze, 2 537 m). Na východě se jedná již o nižší skupiny Falkengruppe (Risser Falk, 2 413 m), Hinterau Vomperkette a mnoho dalších kratších a méně významných hřebenů.

### Vrcholy
V pohoří Karwendel se nachází 125 vrcholů vyšších 2 000 m. Zde jsou jen nejvýznamnější z nich:
| - Birkkarspitze (2 749 m) - Mittlere Ödkarspitze (2 745 m) - Kaltwasserkarspitze (2 733 m) - Großer Bettelwurf (2 725 m) - Großer Lafatscher (2 696 m) - Große Seekarspitze (2 679 m) - Grubenkarspitze (2 663 m) - Westliche Praxmarerkarspitze (2 641 m) - Kleiner Solstein (2 637 m) - Kleiner Lafatscher (2 635 m) - Speckkarspitze (2 621 m) - Hintere Brandjochspitze (2 599 m) - Hohe Warte (2 596 m) - Breitgrieskarspitze (2 590 m) - Laliderer Spitze (2 583 m) - Südliche Jägerkarspitze (2 579 m) - Sonntagkarspitze (2 575 m) - Pleisenspitze (2 569 m) - Vordere Brandjochspitze (2 559 m) - Hochnissl (2 546 m) - Stempeljochspitze (2 543 m) - Larchetkarspitze (2 541 m) - Großer Solstein (2 540 m) - Östliche Karwendelspitze (2 537 m) - Vogelkarspitze (2 523 m) - Lamsenspitze (2 508 m) - Hoher Gleirsch (2 491 m) - Wörner (2 476 m) | - Sonnjoch (2 457 m) - Gamsjoch (2 452 m) - Erlspitze (2 404 m) - Kuhkopf (2 399 m) - Westliche Karwendelspitze (2 385 m) - Steinfalk (2 348 m) - Hafelekarspitze (2 334 m) - Freiungen, Westgipfel (2 332 m) - Sunntigerspitze (2 321 m) - Schaufelspitze (2 308 m) - Frau Hitt (2 269 m) - Soiernspitze (2 259 m) - Rappenspitze (2 223 m) - Rotwandlspitze (2 192 m) - Brunnsteinspitze (2 180 m) - Montscheinspitze (2106 m) - Schafreuter (2 105 m) - Fleischbank (2 026 m) - Grasbergjoch (2013 m) - Torkopf (2 012 m) - Hölzelstaljoch (2 012 m) - Kompar (2 011 m) - Juifen (1 988 m) - Schönalmjoch (1 986 m) - Demeljoch (1 924 m) - Plumsjoch (1 921 m) - Dürrnbergjoch (1 835 m) |

## Ochrana přírody
Jak tyrolská, tak bavorská část údolí Karwendeltal se nacházejí v chráněné přírodní oblasti. Tyrolská část oblasti Alpenpark Karwendel má rozlohu 730 km² a je pravděpodobně největší chráněná přírodní oblast Rakouska. Sousední bavorská Karwendel a Karwendelvorgebirge zaujímá plochu 190 km². V je přísně zakázáno táboření a pálení ohně.

## Turismus

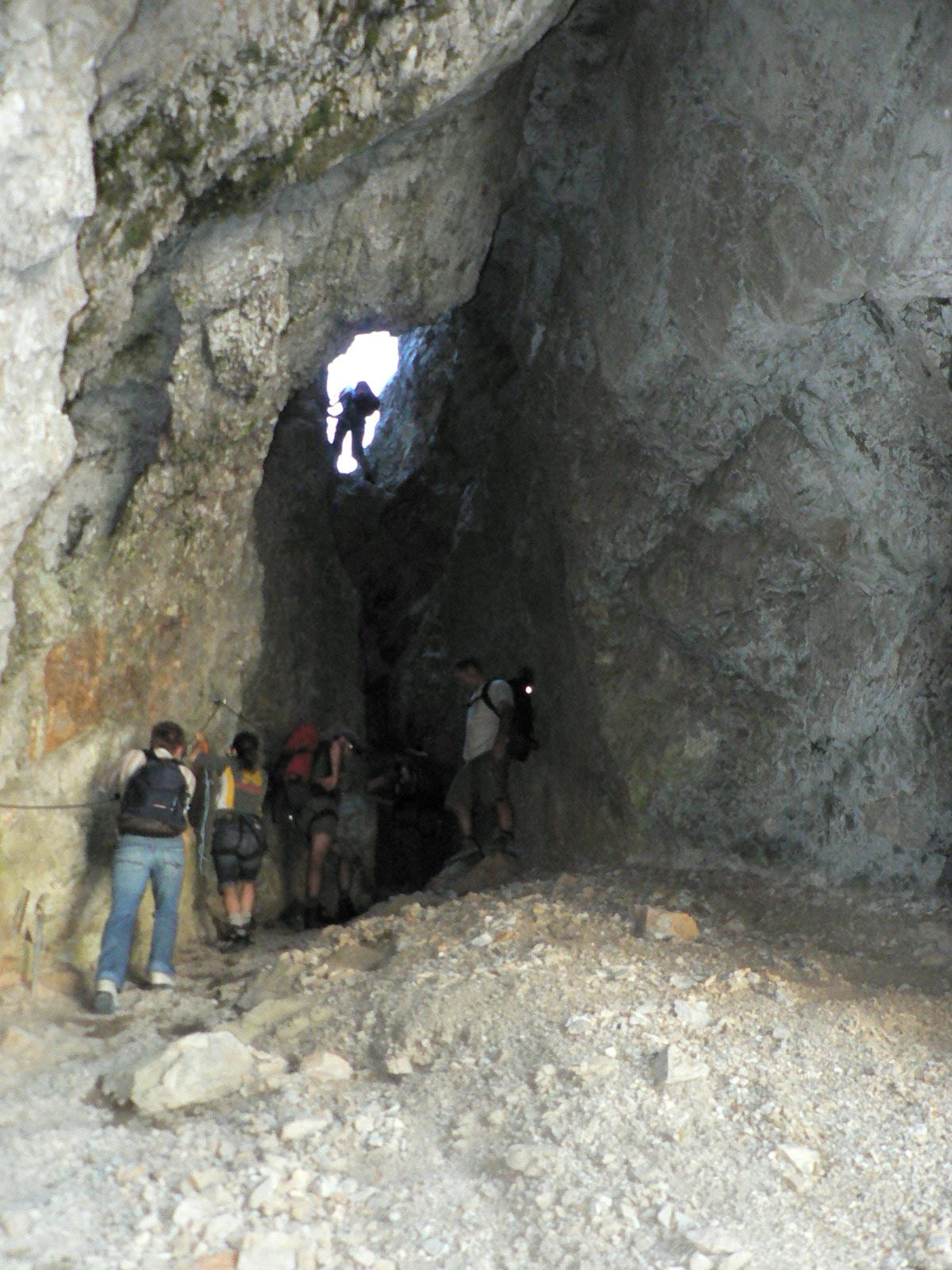
Klettersteig Bruder tunnel na Lamsenspitze

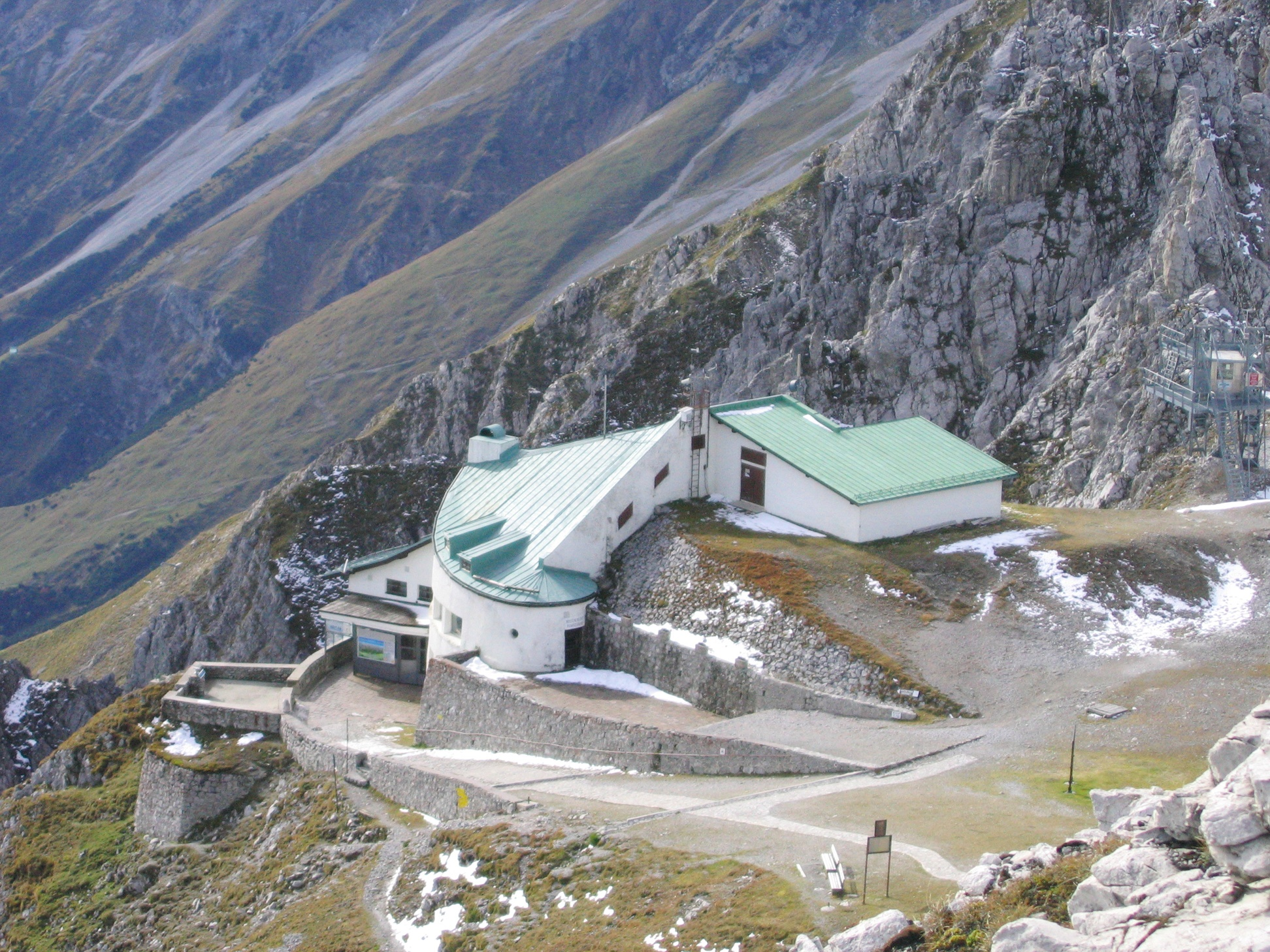
pohled na konečnou stanici lanovky Nordkettenbahn (Hafelekarspitze)

Pohoří je zpřístupněno nejen turistickými stezkami, které jsou mnohdy nelehké (klettersteig), ale také soustavou silniček (většinou zákaz vjezdu), které bývají výborným terénem pro cyklisty (údolí Karwendeltal, Risstal, Bächental). Karwendel je odlišný svým divokým charakterem než sousední horské skupiny Severních vápencových Alp. Toto se projevuje především ve střední části pohoří. Charakteristické jsou zde velmi dlouhé neosídlené doliny, nacházející se velmi hluboko mezi jednotlivými hřebeny. Tím se hory stávají tiché a opuštěné, ne jako tomu bývá v mnohých jiných alpských střediscích.
Jen na málo vrcholů stoupají lehké cesty. Většina cest v Karwendelu, vedoucích do vyšších poloh, je uměle zajištěna. V zimě jsou oblíbené vrcholy předhůří Karwendelu (Schafreuter, Juifen, Schönalmjoch)zejména mezi skialpinisty. V jarní či letní sezóně to jsou zase Birkkarspitze a Seekarspitze.

### Zajištěné cesty
V pohoří Karwendel je rájem vyznavačů „železných cest“. Zde pouze průřez těmi nejzajímavějšími:
- Mittenwalder Höhenweg vedoucí na Westlichen Karwendelspitze od chaty Tiroler Hütte
- Herzogensteig v masivu Soierngruppe
- Brendlsteig traversující vrchol Ödkarspitze
- Freiungen-Höhenweg spojující Reither Spitze a Erlspitze
- Zirler Klettersteig vedoucí na vrchol Erlspitze
- Kaiser-Max-Klettersteig prostupující stěnou Martinswand (nejtěžší Via ferrata v Karwendelu)
- Julius-Pock-Weg vystupující na Vordere Brandjochspitze
- Innsbrucker Klettersteig vede od stanice Bergstation Hafelekar do sedla Frau-Hitt-Sattel
- Bettelwurf Klettersteig jde po hřebeni Velkého a Malého Bettelwurfu
- Felix-Kuen-Steig na vrcholu Hundskopf
- Klettersteig Bruder tunnel vedoucí na Lamsenspitze ve východní části hor

### Lanovky
Některé vrcholy jako Hafelkarspitze (kabinová lanovka z Innsbrucku) jsou zpřístupněny lanovkami. V oblasti Reitherspitze vede dokonce na chatu Rosshütte (1751 m), z města Seefeld in Tirol, horská železnice. Odtud potom kabinová lanová dráha na vrchol Seefelder Joch (2 050 m). V jižní části města Mittenwald (911 m), na západě pohoří, šplhá až téměř k vrcholu Westliche Karwendelspitze (2 385 m) kabinová dráha Karwendelbahn. Severozápadně od jezera Achensee jsou východní svahy vrcholu Schreckenspitze (2 022 m) zpřístupněny soustavou sedačkových lanovek.

### Chaty

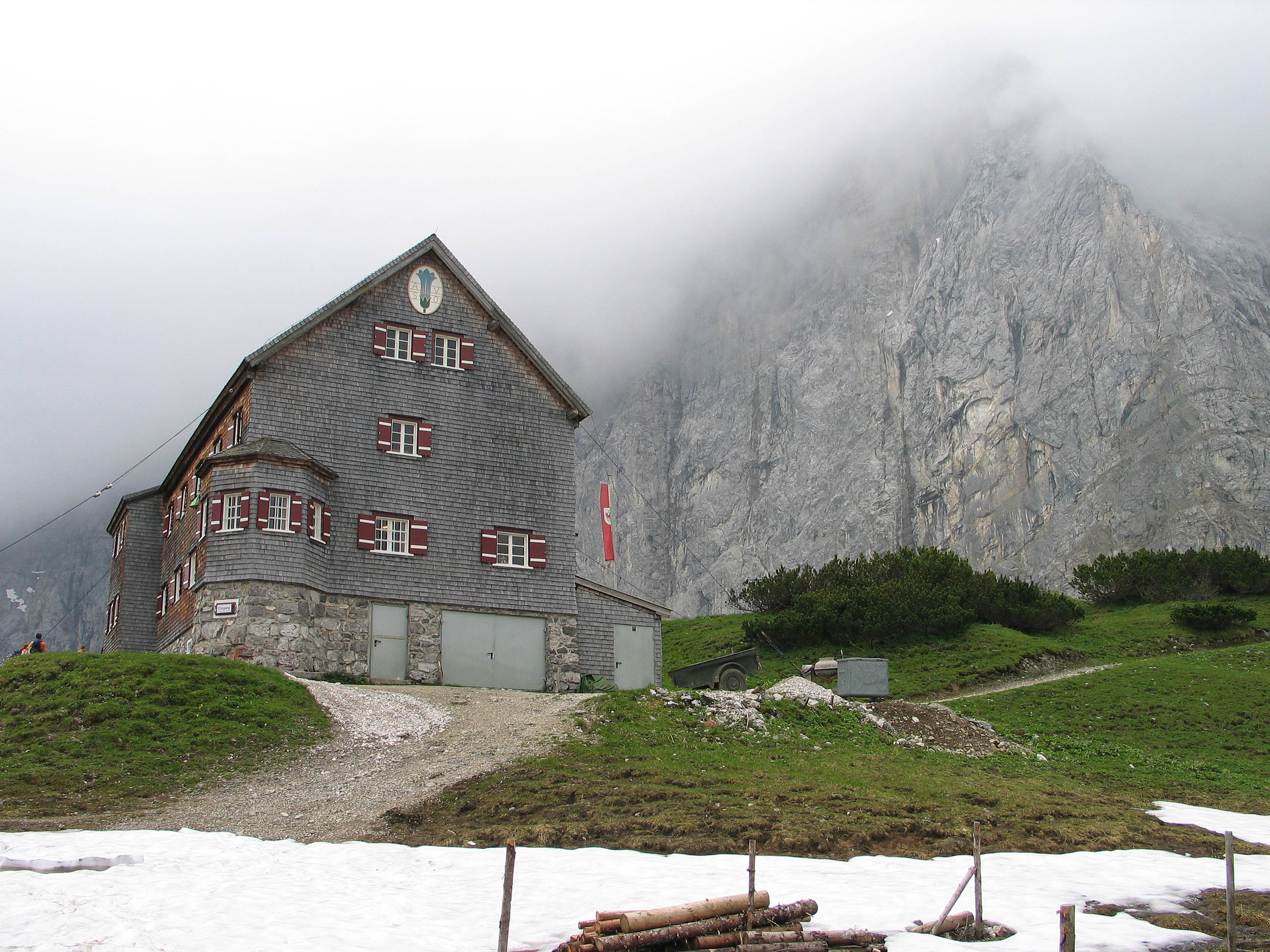
chata Falkenhütte

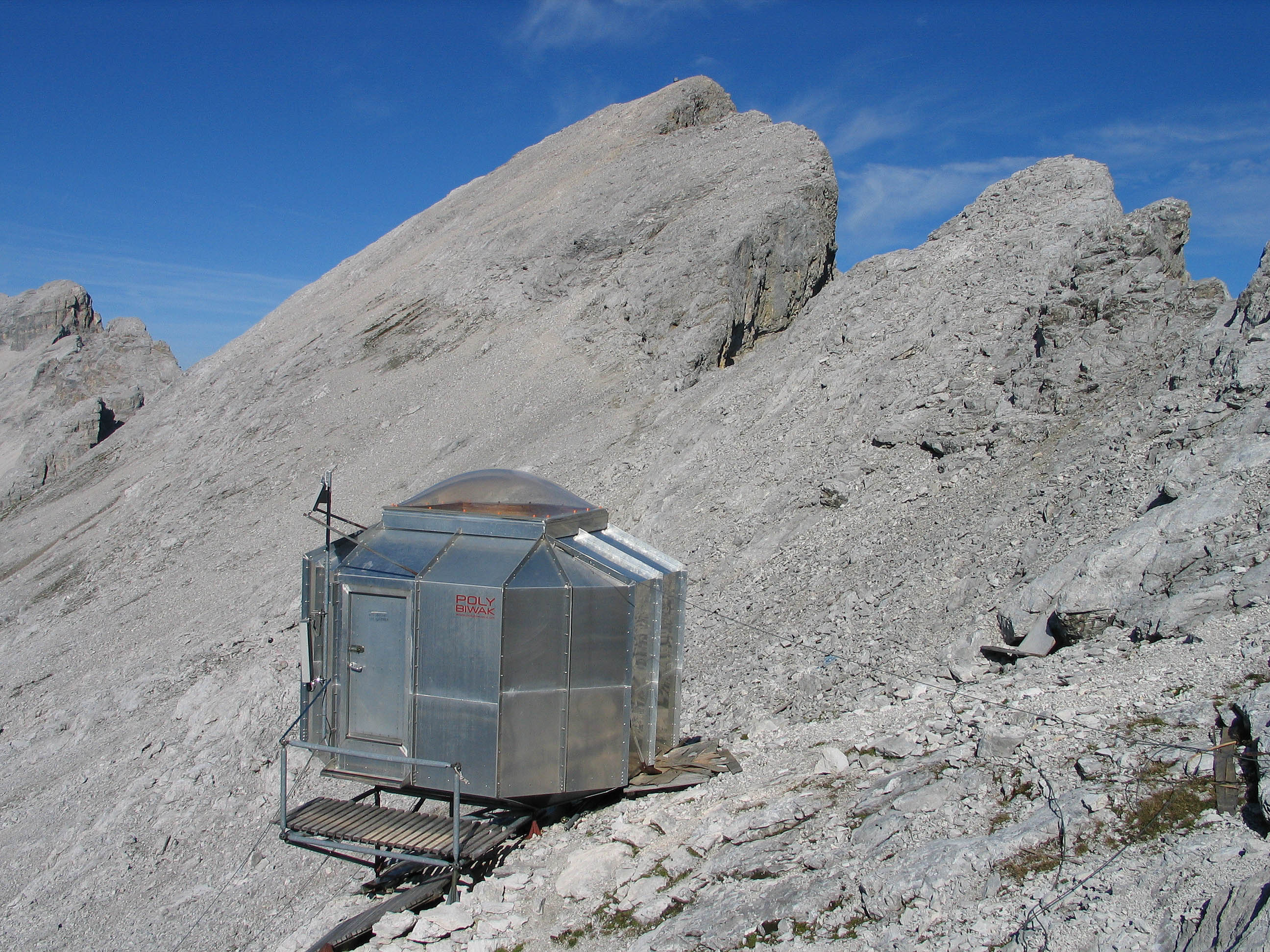
Lalidererspitzen-Biwak

V pohoří Karwendel je spravováno 21 horských chat. Z toho 18 patří spolku Alpenverein německé či rakouské sekce. Většina chat je otevřena jen v létě a na podzim (od května či června do října). Chata Pleisenhütte je otevřená celoročně. V masivu najdeme také tři bivaky.
| - Aspachhütte (OeAV sekce Innsbruck) - Bettelwurfhütte (OeAV sekce Innsbruck) - Birkkarhütte (Bivak) - Breitgrieskarschartenbiwak (Bivak) - Brunnsteinhütte (DAV sekce Mittenwald) - Dammkarhütte (Soukromá) - Falkenhütte (DAV sekce Oberland/München) - Hallerangerhaus (DAV sekce Švábsko) - Hallerangeralm (Soukromá) - Hinterhornalm (Soukromá) - Hochlandhütte (DAV sekce Hochland/München) - Höttinger Alm (Soukromá) - Karwendelhaus (DAV sekce Männer-Turnverein München) - Krinner-Kofler-Hütte (DAV sekce Mittenwald) | - Lalidererspitzen-Biwak (Bivak, OeAV sekce Innsbruck, známý také jako Karl-Schuster-Biwak) - Lamsenjochhütte (DAV sekce Oberland/München) - Magdeburger Hütte (nová) (DAV sekce Geltendorf) - Mittenwalder Hütte (DAV sekce Mittenwald) - Nördlinger Hütte (DAV sekce Nördlingen) - Oberbrunnalm - Pfeishütte (OeAV sekce Innsbruck) - Pleisenhütte (Soukromá) - Rotwandlhütte (DAV sekce Neuland/München) - Seewaldhütte (DAV sekce Achensee) - Soiernhaus (DAV sekce Hochland/Mnichov) - Solsteinhaus (OeAV sekce Innsbruck) - Tölzer Hütte (DAV sekce Bad Tölz) |

## Komunikace a doprava

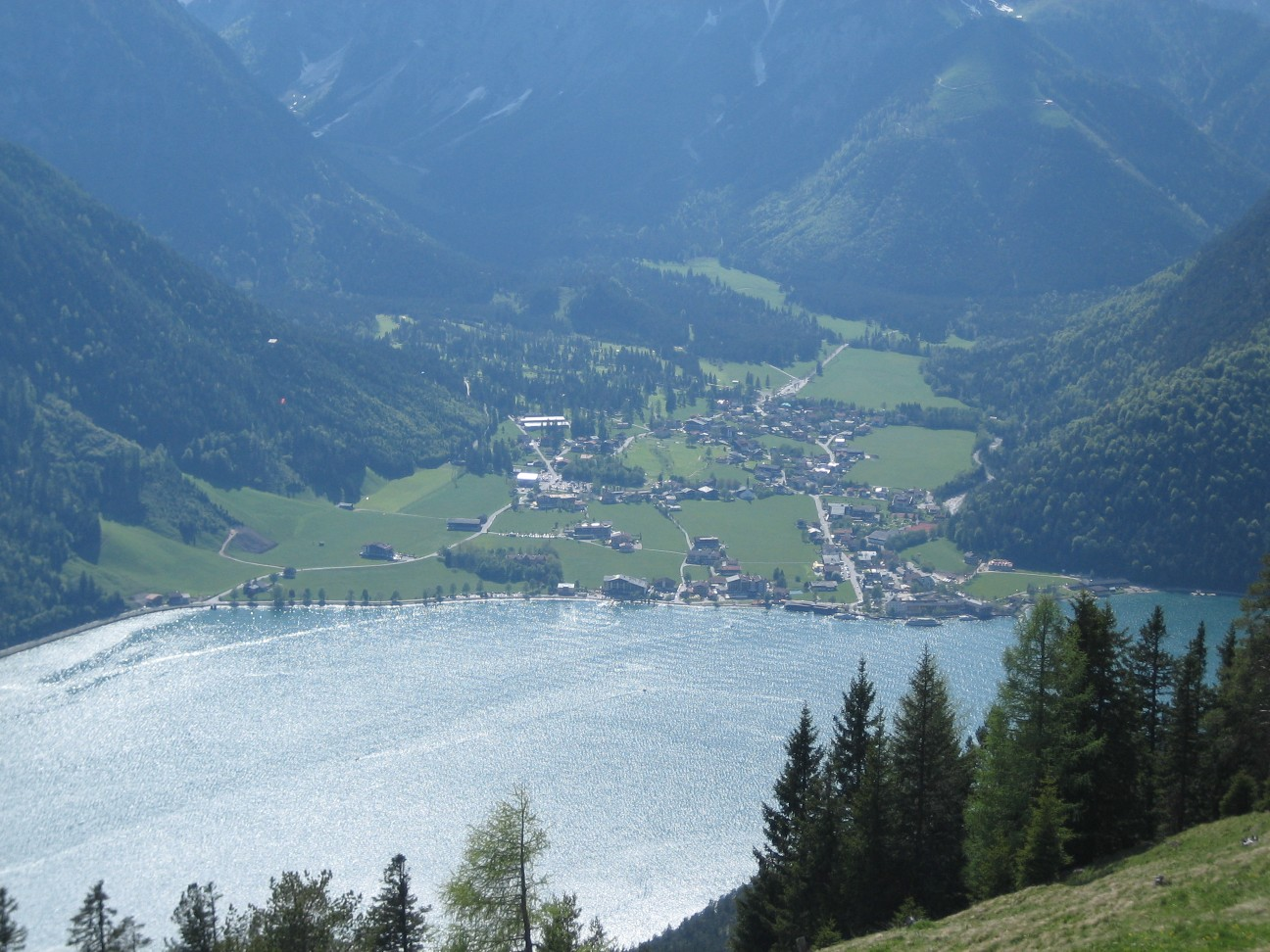
Pertisau na břehu jezera Achensee

Na jihu Karwendelu v údolí Innu je doprava dána dálnicí A12 a železniční tratí. Kvalitní silnice je vybudována také na západě. Z města Scharnitz zabíhá dvěma směry asi 15 km kvalitní asfaltové cesty. Tato je však přístupná pro automobily už kilometr za vstupní branou do Alpenparku.

Jedinou veřejně přístupnou silnicí vedoucí od severu (Vorderriß) vedoucí údolím Risstal (jediné celoročně osídlené údolí v Karwendelu) do srdce pohoří až na polany úzké doliny Großen Ahornboden. Silnice je celoročně sjízdná do osady Hinteriss (928 m). Odtud výše je otevřená od května až začátku zimy a platí se zde mýto. Celoroční kyvadlová autobusová doprava od jezera Tegernsee k jezeru Achensee a jeho správního sídla Pertisau. V létě jezdí autobus od Lenggries až do Eng (horský autobus ve vlastnictví RVO a Alpenvereinu – sekce Mnichov).